# Бурухины
Буру́хины (также встречается форма Буро́хины) — угасший дворянский род, происходящий от князей Смоленских, относящихся к древнему роду Рюриковичей. Фамилия восходит к прозвищу «Буроха», которым именовали Фёдора Давыдовича Монастырёва — представителя рода Монастырёвых. Он считается родоначальником фамилии Бурухиных. 

## История
Происхождение Бурухиных связано с Монастырёвыми — старинным служилым родом, который вел своё начало от смоленской линии Рюриковичей. После включения Смоленской земли в состав Великого княжества Литовского, а затем Русского государства, многие представители смоленских князей перешли на московскую службу и постепенно утратили княжеский титул, войдя в состав московского дворянства. Среди таких лиц был и Фёдор Монастырёв, прозванный Буроха. Его потомки уже не использовали княжеский титул, а носили фамилию, образованную от прозвища — Бурухины.
Род Бурухиных упоминается в разрядных и родословных книгах XVI века как один из малочисленных, однако заслуженных служилых родов. Его представители, вероятно, не достигли значительных политических или военных высот, в связи с чем сведения о них в письменных источниках ограничены. Тем не менее, принадлежность к роду Рюриковичей делала их частью узкого круга древней русской аристократии.
К концу XVI века род пресёкся, предположительно по мужской линии, и в последующих поколениях не фиксировался в официальных родословных книгах Российского государства. Герб рода Бурухиных в Общий гербовник дворянских родов Российской империи не был включён, что, вероятно, связано с угасанием рода ещё до начала систематической регистрации дворянских гербов.